# Constitución Republicana Federal del Estado Riojano

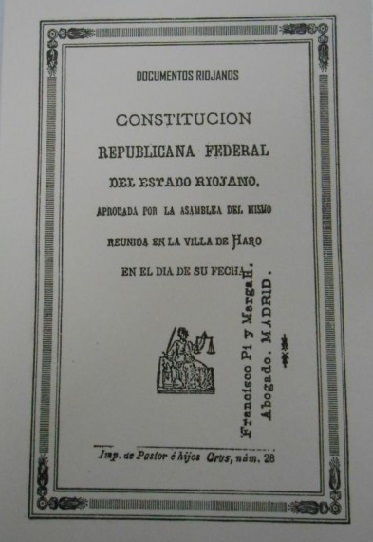
Portada de una reproducción fascimil de la Constitución Republicana Federal del Estado Riojano.

La Constitución Republicana Federal del Estado Riojano fue una carta magna aprobada el 23 de abril de 1883 en la localidad riojana de Haro, para que La Rioja conformara un estado soberano dentro de una futura España federal. Aunque se sospecha que hay un error en la fecha aportada y que en realidad  su aprobación sería anterior a esta, quizá 10 años antes, dados los acontecimientos históricos de aquel momento. Durante esta época, el mencionado modelo territorial federal fue fomentado entre otros por el político Pi y Margall. 
La constitución se aprobó en una asamblea presidida por el político federalista Juan Sayol que tuvo lugar en dicha localidad riojana. Se caracteriza por tres principios básicos: La oposición a la reacción (monarquía, tradición, iglesia), el principio federativo y la defensa del cantonalismo.  
Esta carta magna acreditaba como riojanos a todas las personas nacidas en La Rioja, a los que tuvieran padres riojanos y no hubieran acreditado pertenecer a otra federación española, a los españoles residentes en La Rioja durante al menos un año y a los navarros por razones de reciprocidad. Finalmente, aunque fue aceptada y aprobada por los políticos riojanos de la época, no se pudo poner en práctica y quedó en mero papel al igual que ocurrió con los demás proyectos federalistas de aquel tiempo.
Asimismo, existieron en La Rioja otros movimientos similares de carácter regionalista a comienzos del siglo XX, durante la segunda república y durante la transición a la democracia.

## Antecedentes
Durante el siglo XIX hubo una corriente federalista en España impulsada por el político Pi y Margall que llegó a La Rioja posiblemente a través de la vía ferroviaria Barcelona-Bilbao. En algunos medios de comunicación riojanos y nacionales de la época, ya se apreciaba con claridad la existencia de una ideología federal para esta región y como posible modelo territorial de estado. Como ejemplo tenemos el periódico "El Riojano" que presenta una línea editorial republicana federalista riojana. Se puede ver que en una de sus publicaciones de marzo de 1883 inserta una noticia denunciando la restricción en el sufragio universal. Asimismo por notas de prensa se sabe que en algunos círculos políticos de la región era exhibido claramente este movimiento.
En 1883 se dan en La Rioja dos manifestaciones republicanas: La redacción de la constitución federal del estado riojano y el levantamiento de un regimiento republicano acantonado en Santo Domingo de la Calzada. Este último fue liderado por el teniente Cebrián. Acabó con el fusilamiento de cuatro sargentos participantes en la revuelta y el asesinato del propio Cebrián.
Así fue el caldo de cultivo que propició la redacción de la mencionada carta magna.

## El texto[1][3]
De los 84 artículos que componen el texto, 18 están dedicados a defender los derechos individuales, 13 los derechos sociales de los ciudadanos, 4 a los poderes constitucionales, 9 al poder legislativo, 4 al poder ejecutivo, 10 al poder judicial, 3 a la enseñanza, 4 a las fuerzas públicas, 3 a los impuestos, 1 a la organización administrativa, 4 a la revisión constitucional y 6 a disposiciones generales y transitorias.Como ejemplo podemos citar los siguientes:

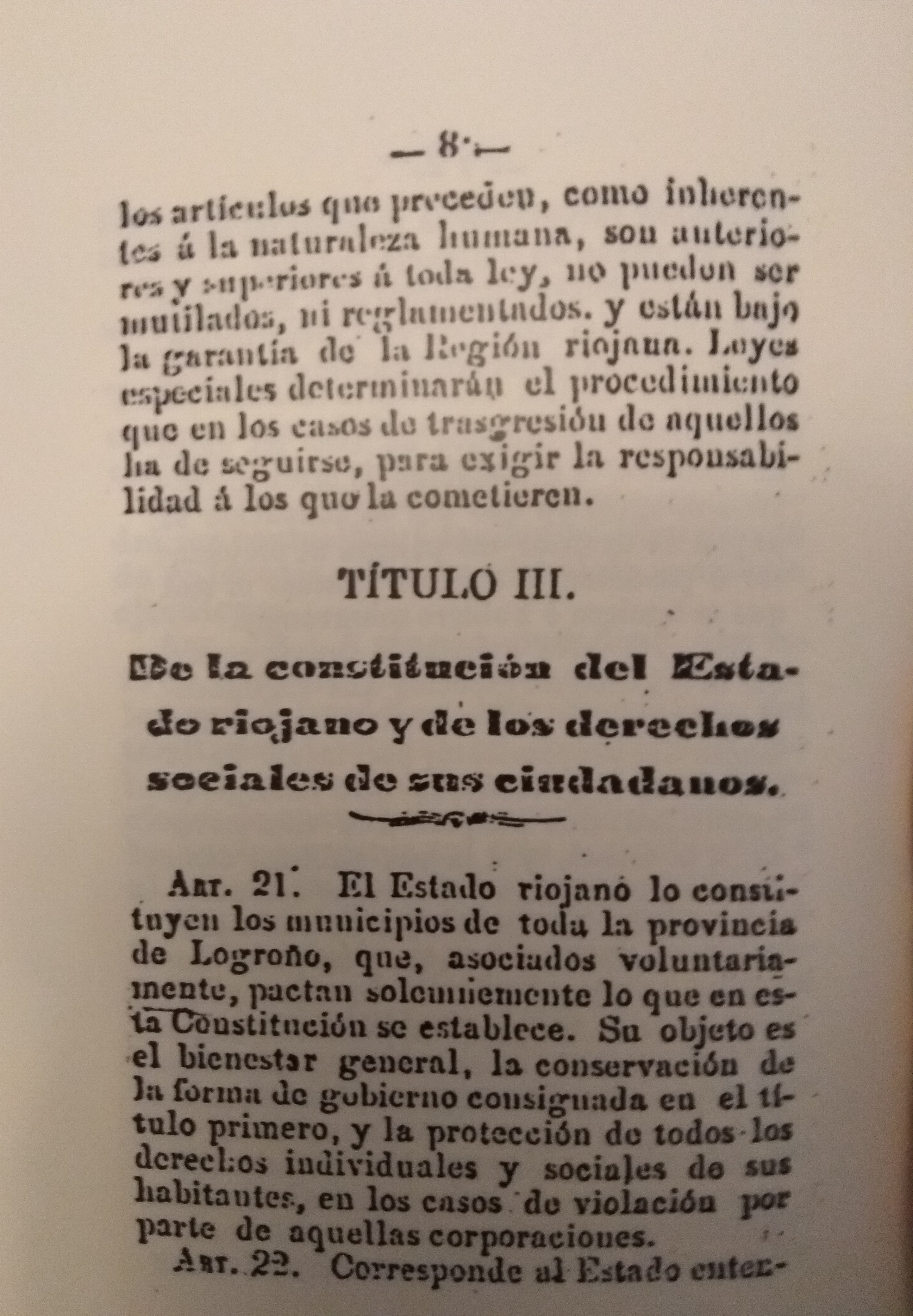
Título III de la Constitución Republicana Federal del estado Riojano. (año1883)

- Título III de la Constitución Republicana Federal del estado Riojano. (año1883)El artículo 23 especifica quien es el ciudadano riojano: "Son riojanos todos los nacidos dentro o fuera de La Rioja, de padres riojanos, que no hayan acreditado su voluntad de serlo de cualquier otro estado de la federación española o de un país extranjero; Los que nacidos en La Rioja sea la que quiera la naturaleza de sus padres no signifiquen antes de los 10 o 9 años su deseo de no serlo; Los españoles que lleven un año de residencia en territorio riojano y los extranjeros que cuenten tres, si no han hecho las manifestaciones expresadas en los párrafos anteriores; Los que soliciten su naturalización con arreglo a la ley; Y los navarros por razones de reciprocidad." De la última frase se concluye que en la constitución navarra se otorgaba la ciudadanía navarra a los riojanos. Existen varias hipótesis que podrían explicar dicho punto. Estas van desde razones culturales o históricas, como el reconocimiento de la existencia del Reino de Navarra en La Rioja a razones sociales.

- El título uno de la carta magna contiene la frase: "La forma de gobierno es la República Democrática Federal".
- El artículo 21 delimita el territorio que abarca la república federal riojana y dice lo siguiente: "El Estado riojano lo constituyen los municipios de toda la provincia de Logroño".

- El artículo 1 dice que La Rioja es uno de los estados soberanos de federación española y que la soberanía riojana reside en el pueblo, del cual se emanan todos los poderes.

- El artículo 2 defiende el derecho a la vida y dice que "no puede imponerse la pena de muerte ni otra alguna infamante"

- El artículo 9 es de garantía de todos los ciudadanos ante la ley " Ningún privilegio por lugar de nacimiento, de persona, de riqueza ni de familia. No hay por tanto ni se reconocen títulos de nobleza ni prerrogativas ni honores hereditarios".
- En el artículo 62 se define una enseñanza universal y gratuita para todos.

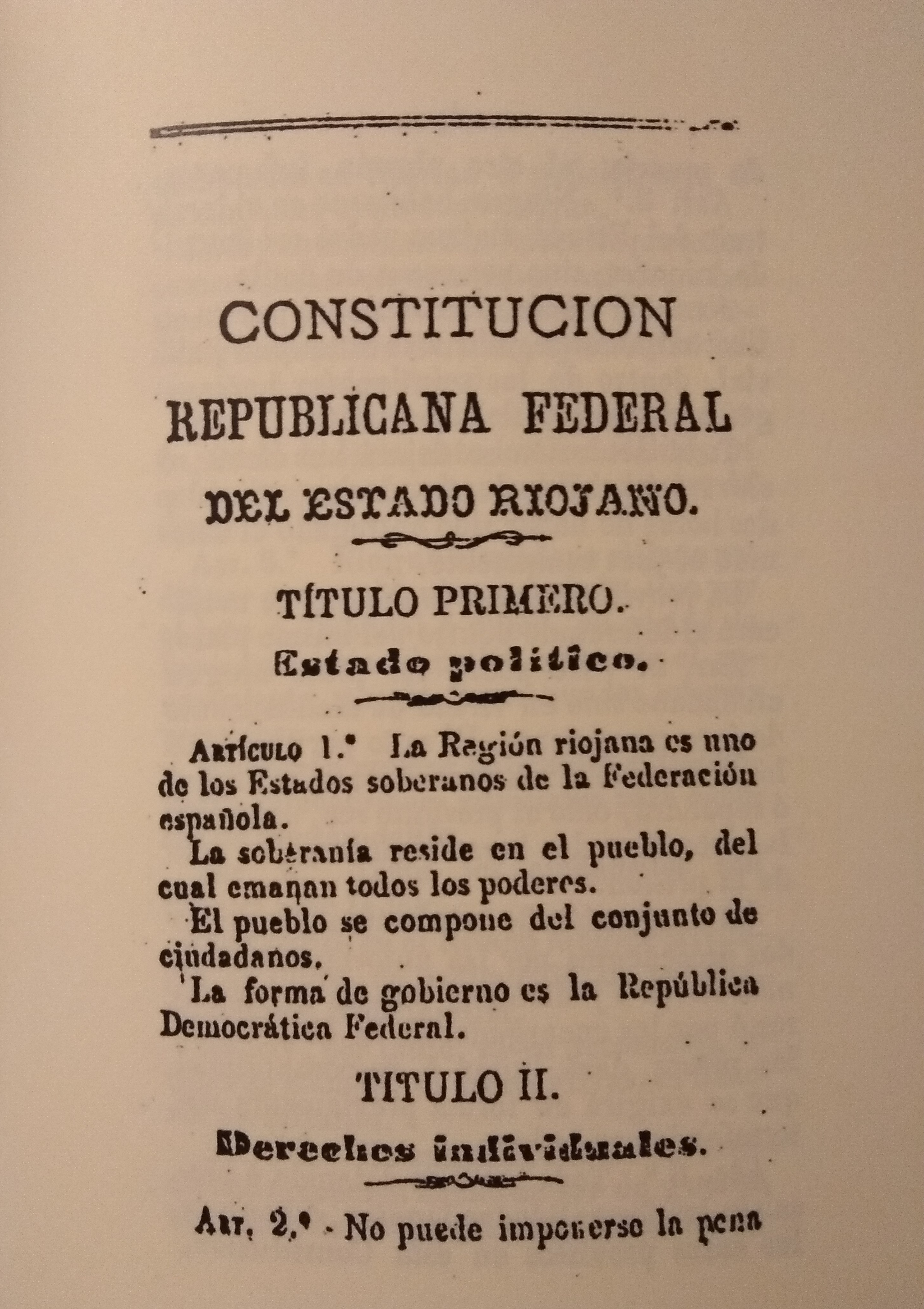
Título primero de la Constitución Republicana Federal del Estado Riojano. (año 1883)

- Título primero de la Constitución Republicana Federal del Estado Riojano. (año 1883)El artículo 64 entre otras cosas menciona lo siguiente:  "Queda prohibida la enseñanza religiosa en los establecimientos del estado riojano."

- El artículo 20 trata sobre los derechos humanos: "Los derechos consignados en los artículos que preceden, como inherentes a la naturaleza humana son anteriores y superiores a toda ley, no pueden ser mutilados ni reglamentados y están bajo la garantía de la Región riojana. Las leyes especiales determinarán el procedimiento que en casos de transgresión de aquellos ha de seguirse para exigir responsabilidades a los que la cometieren". Esto quiere decir que los derechos redactados en el título segundo de la constitución riojana son propios a toda persona sea riojana o no. Las diferencias entre el riojano y el no riojano están en el título tercero.

- En el artículo 43 se explica que todos los ayuntamientos de La Rioja son iguales y por lo tanto no existe capitalidad regional. Para elegir el lugar de celebración de cada legislatura se siguen turnos rotatorios en las siguientes localidades riojanas que vienen especificadas en el mismo: Torrecilla de Cameros, Logroño, Nájera, Alfaro, Haro, Arnedo, Santo Domingo de la Calzada, Calahorra, Cervera del río Alhama etc..
- En el artículo 34 se habla sobre que el estado riojano se constituirá con el clásico esquema de Montesquieu: Separación de poderes, legislativo, ejecutivo y judicial.
- El artículo último 84 guarda la posibilidad de que el estado riojano se una a otra federación española si esos fueses los intereses de la región. Según algunas hipótesis este artículo podría estar redactado como una posible salida a la doble ciudadanía navarra de los riojanos explicada en el artículo 23 y facilitando de esta manera una posible unión a esta región, o bien, es simplemente otra opción por si las cosas salieran mal.

## Otros movimientos similares en La Rioja

### Década de 1920
Durante la segunda década del siglo XX se expandieron por toda España los movimientos regionalistas al calor de la ley de mancomunidades de 1912, como otra posible respuesta a los nacionalismos en continuo crecimiento. En 1918 se reunieron en el recientemente desaparecido teatro moderno de Logroño, representantes de más de 100 ayuntamientos riojanos, así como los diputados, senadores provinciales y delegados de asociaciones para realizar un documento en el que se exigía para La Rioja mayor independencia político administrativa, reivindicando mayor descentralización del estado para la región, y que se constituyera en ella un órgano representativo intermedio entre el estado y el municipio de mayor grado que el habido hasta el momento, pero todo ello sin renunciar a su pertenencia al estado Español además de rechazar el separatismo. Es un claro ejemplo de regionalismo riojano.
También durante esta década se produjo otro manifiesto similar del partido Anticaciquista Regionalista Riojano, reivindicando una autonomía regional.  Se proponían 10 puntos en los que debe descansar la autonomía, como constituirse con un órgano representativo político superior, el fomento de la cultura, la literatura y el arte riojano, la autonomía universitaria y otros. Igualmente este partido contemplaba la posibilidad de realizar uniones políticas transitorias con las provincias vasco-navarras por motivos etnográficos.

### Durante la Segunda República española y en su etapa previa
Asimismo, durante la Segunda República Española y su etapa previa, también hubo voces que reivindicaban que la identidad de La Rioja como región fuese reconocida de manera oficial dentro de un posible marco federal de los que se intentaron constituir durante la época.  Por ejemplo, Eduardo Barriobero y Herrán, líder republicano, abogado y escritor nacido en Torrecilla de Cameros, fusilado por las tropas franquistas en Barcelona al final de guerra, ya escribió en una demanda de autonomía riojana de 1930 que  "Nuestra provincia debe comenzar a pensar en ello seriamente, ya es hora de que La Rioja se preocupe de cual ha de ser su situación en el marco hispano".El abogado logroñés Florencio Bello también defendió esta postura y escribió en el diario La Rioja un artículo titulado "La Rioja, autonomía" (sic) en la que plasmó frases como las siguientes: "La Rioja debe ser autónoma", "La Rioja, para nosotros, los riojanos". También el abogado calceatense Victor Miguel Zaldo salió en defensa de una Rioja autónoma desde varias publicaciones en diario La Rioja, al igual que el abogado y republicano federal Luciano M. de Mendi que dijo lo siguiente: "Nadie se ha fijado tampoco en que La Rioja tiene un carácter, una naturaleza propios que hacen pueda y deba vivir por si sola, independientemente de otras provincias"  A pesar de las demandas de autónomia riojana habidas en esta época, es imposible saber que habría ocurrido como consecuencia de las mismas de no ser por el abrupto final que tuvo la Segunda República española a raíz del inicio de la guerra civil. No obstante, exceptuando algunas voces como la de Diego Ochagavía que reivindicaban su integración en una federeción vasco-navarra-riojana, no hubo nadie en la región que demandara su unión a ningún otro marco territorial, solo una Rioja en solitario, lo cual es muy significativo.

### Durante la transición
Con la muerte de Franco en 1975 y el comienzo de la transición a la democracia, se va a dar primero un proceso de reivindicación de la identidad riojana y a continuación una demanda de autonomía una vez definido el proceso de descentralización del estado que iba a realizarse con la creación del sistema autonómico. Ya en 1976 los medios de comunicación riojanos recogían las inquietudes de su población con respecto al futuro de la región. El diario Nueva Rioja (denominación que recibió el noticiario La Rioja durante el franquismo y periódico decano de la prensa provincial) plasmó las demandas de la población riojana mediante cientos de artículos de opinión y cartas al director. Estos reivindicaban la identidad riojana frente a la de otras regiones y describían los problemas de la región. El mencionado periódico realizó una serie de encuestas a personalidades ilustres, e intelectuales riojanos sobre si la región poseía una personalidad propia y diferente a la de los vascos, aragoneses o castellanos, cuyos resultados fue publicando. Todos los encuestados afirmaron que La Rioja poseía una personalidad propia y diferente a la de las regiones de alrededor, argumentando las razones. También se produjeron quejas por la discriminación que suponía para la región el habérsele quitado su nombre histórico durante tanto tiempo, con la consecuente demanda del cambio de nombre oficial de la entonces provincia de Logroño por el de La Rioja. Nombre este último que nunca se llegó a perder y que se seguía utilizando para denominar a toda la provincia a pesar de no ser un nombre oficial. Siendo recuperado su nombre histórico de La Rioja finalmente en 1980. Estos sucesos y reivindicaciones de la identidad riojana partieron exclusivamente de la propia sociedad civil de la región, los políticos se mantenían al margen en estos primeros momentos. Es más, comenzaron a surgir desde la sociedad civil movimientos que iban a reivindicar la identidad riojana y que jugaron posteriormente un papel esencial en la consecución de la autonomía. Estos fueron el Colectivo Riojano y la asociación Amigos de La Rioja (agrupación que sigue existiendo en la actualidad), formados en su mayoría por gente joven, mayoritariamente de izquierdas. Posteriormente los partidos políticos comenzaron a posicionarse con respecto a este tema, aunque su postura no estaba nada clara ya que existían grandes dudas sobre como se iba a realizar la descentralización. Desde UCD se apostaba por la integración de la región en Castilla y León, mientras que el PSOE y PCE planteaba unirla al País Vasco o a una región vasco-navarra-riojana. Todas estas  posibilidades planteadas por los políticos suscitaron un enorme rechazo en la sociedad riojana y el discurso identitario riojano se iba a centrar en las muchas cosas que diferencian a los riojanos de los castellanos y de los vascos, ya que eran las posibilidades más reales de integración. Poco a poco los políticos empezaron a comprender que eran los riojanos los que debían decidir su propio futuro. Castilla se veía como un estatus que había sido muy perjudicial para La Rioja y se dijo que el territorio riojano había sido castellano por conquista (La Rioja y el País Vasco fueron territorios conquistados por la monarquía castellana cuando formaban parte del Reino de Navarra) o que se había dado un imperialismo castellano. Del País Vasco se veía sobre todo el nacionalismo y ETA como los principales inconvenientes.  Los grupos sociales realizaron una recogida de firmas para conseguir que a La Rioja se le concediera la preautonomía, logrando finalmente la cifra de 40.000. Un número muy importante para la población que tenía la provincia entonces. También se organizaron manifestaciones y días de La Rioja. El primero fue celebrado en Nájera el 8 de octubre de 1978 como día de exaltación de la identidad regional  y en él se procedió a entregar las firmas recogidas a los políticos. Este día fue todo un éxito, con una asistencia de más de 15.000 personas que se concentraron en Nájera. Finalmente se consiguió la autonomía tras un proceso dificultoso y la votación a favor de 171 municipios de los 174 que posee la región.